# Енди Ворхол
Енди Ворхол (енгл. Andy Warhol; Питсбург, 6. август 1928. — Њујорк, 22. фебруар 1987) је био амерички сликар, режисер, публициста, глумац и највећа фигура поп-арта. Студирао је дизајн на Универзитету Карнеги Мелон након чега је отишао у Њујорк.

## Биографија
Рођен је у Питсбургу у Пенсилванији под правим именом Ендру Ворхола. Његов отац Андреј Вархола (презиме се писало „Varhola“ у Европи, али је промењено на Ворхола када је емигрирао у САД) и мајка Уља Јустина Завацка били су имигранти радничке класе, русинског порекла из села Mikó, Угарска. (данас: Микова, Словачка). Породица је припадала Русинској католичкој цркви источног обреда. У изворима је нађено да се родио између 1928. и 1931. године. Он сам нам тврди да је година рођења из 1931. фалсификат у матичним књигама. Најчешће се наводи година рођења и датум рођења 6. август 1928. године. Његов отац је иако је у многим биографијама наведено да је радио у рудницима, ипак радио на грађевинама у Пенсилванији и његова породица је била грчко-католичке вероисповести. Имао је два брата.
У трећем разреду Ворхол се разболео од хореје, која изазива трзаје мишића. Ова болест је довела и до промена у пигментацији коже, а касније је развио и хипохондрију и страх од лекара и болница. Пошто је био везан за кревет као мали, био је искључен од друштва својих вршњака и веома је постао везан за мајку. Када је био у кревету волео је да црта, слуша радио и скупља сличице филмских звезда, које је лепио око кревета. Ворхол је касније своје болешљиво детињство описао као веома важно за развој његове личности и његових способности.
Рано је показао свој таленат за уметност и студирао је дизајн на универзитету у Питсбургу. Године 1949, преселио се у Њујорк и почео је успешну каријеру у једном магазину, бавећи се илустрацијом и огласима. Постао је познат по својим необавезним потезима при цртању ципела. То је довело до његове прве изложбе у Њујорку.

## 1960.-е
Током 1960-их Ворхол је од илустратора постао један од најпознатијих уметника Америке. На много начина су Ворхол и круг људи окупљени око њега дефинисали ову деценију.
Током ове деценије Ворхол је почео да слика познате америчке производе, као Кока - кола, као и познате популарне иконе, као Мерлин Монро, и Елизабет Тејлор. Године 1963, основао је атеље „The Factory“ и око себе је скупио сликаре, писце, музичаре и познате андерграунд личности. Почео је да се бави штампом на тканини – ситотиском и слике је радио у серијама, постижући тиме не само да се бави уметношћу масовне производње, већ и да сама уметност постаје масовни продукт. Изјављујући да жели да буде машина и умањујући значај своје креативности у продуковању своје уметности, Ворхол је начинио револуцију у уметности. Његов рад веома брзо постаје контроверзан и популаран.
Од овог периода његов рад се креће око америчке поп (популарне) културе. Штампао је слике новчаница, звезда, брендираних производа и слике из новина.
Током 1950-их Ворхол је, као илустратор, користио асистенте да би повећао своју продуктивност. Сарађивање са другима ће остати препознатљив (и контроверзан) аспект његовог начина рада током целе каријере, а посебно током 1960-их. Један од његових најважнијих сарадника из овог периода је Герард Маланга, који му је помагао у штампи, снимању филмова, скулптури и другим радовима. Међу другима који су чинили његову групу били су и Фредие Херко, Роналд Тавел, Мари Воронов, Бригид Берлин (од које је добио идеју да снима своје телефонске разговоре).
Током деценије Ворхол је неговао боемску ексцентричност са којом је презентовао своје „Ворхолове Суперстарс“, међу којима су Едие Седгвик, Вива (Ворхолова суперзвезда), Нико, Канди Дарлинг, и др. Ови људи су учествовали у снимању филмова у Factory-у и неки су, као Берлин, остали Ворхолови пријатељи до његове смрти. Важне личности из њујоршког андерграунд уметничког и филмског света појављивале су се у његовим филмовима, што указује на Ворхолову повезаност са различитим уметничким круговима у том периоду. Крајем деценије Вархол је већ и сам био звезда и појављивао се често у штампи заједно са својим Суперстаровима из Factory-а.

## Покушај убиства
Валерие Соланас се јуна 1968. појавила у „Factory“-у и пуцала у Ворхола. Марио Амаиа је такође био мета.
Пре овога Соланас је била маргинална личност у „Factory“-у. Основала је „групу“ (она је била једина чланица) под називом S.C.U.M. - Society for Cutting Up Men (Друштво за сечење мушкараца) и написала је „S.C.U.M Manifest“, радикално феминистички напад на патријархат. Соланас се појављује у Ворхоловом филму из 1968. године I, A Man. Нешто раније тог дана Солана је тражила да јој врате сценарио који је дала „Factory“-у, али јој нису вратили. Сценарио је био, заправо, затурен.
Ворхол је био озбиљно рањен и једва је преживео (лекари су морали да му отворе грудни кош и масирали су му срце да би га стимулисали). Физичке последице је трпео до краја живота (морао је, рецимо, да носи корсет, који му је држао абдомен). Покушај убиства је имао трајне последице и на његов живот и уметност.
Соланас је ухапшена наредног дана. Током испитивања изјавила је: „Имао је превелику контролу над мојим животом.“ После покушаја убиства „Factory“ је постао крући због контроле и мера опреза. Ово је за многе значио крај „Factory“-а 60-их.

## 1970-е
У поређењу са успехом и скандалима из 1960-их, нова деценија је била много мирнија. Ворхол је сада почео да окупља нове, богатије личности, које је портретисао. Његов чувени портрет Мао Цедунга направљен је 1973. године.
Ворхол је излазио у познате ноћне клубове на Менхетену. Описан је као повучен, стидљив и као посматрач који увиђа детаље.

## 1980-е
Током 1980-их Ворхол је поново доживљавао успех код критичара и финансијски, делом и због његових нових пријатељстава са младим уметницима.
Ворхол је, такође, ценио интензиван холивудски гламур. Једном је рекао: „Волим Лос Анђелес. Волим Холивуд. Тако су лепи. Све је пластично, али ја волим пластику. Желим да будем пластичан.“

## Сексуалност
Ворхол је био један од првих водећих геј америчких уметника који су били отворени по питању своје сексуалности. Многи су о њему мислили као о асексуалној особи или тек воајеру. То је међутим одбачено од стране његових биографа. Питање како је његова сексуалност утицала на његову уметност и обликовала његов однос према уметничком свету је главна тема историчара уметности, као и питање које је сам постављао у интервјуима, у разговорима са савременицима и у публикацијама.
Током каријере Ворхол је правио еротске фотографије и цртеже голих мушкараца. Многи његови чувени радови црпе снагу или отворено испитују сложеност сексуалности и сексуалне жеље. Многи његови филмови су премијерно показани у геј порно биоскопима. Неке од најинтересантнијих прича о његовом развоју као уметника јесу у вези са препрекама које је његова сексуалност у почетку представљала док се трудио да покрене своју каријеру. Први радови које је поднео галерији били су хомоеротски цртежи који су одбијени јер су били исувише отворени.
У књизи мемоара Попизам: Ворхолове шездесете, уметник се присећа разговора са филмским ствараоцем Емил де Антониом, на тему проблема које је имао због своје отворене хомосексуалности. Ова чињеница је омела Ворхола у успостављању друштвених односа са тада надалеко познатијим поп уметницима попут Џаспера Џоунса и Роберта Раушенберга који су обојица били хомосексуалци, али то скривали од јавности. Де Антонио је објаснио како је Ворхол исувише „свиш“ (амерички термин за феминизирано и кемп понашање). Ворхол потом изјављује: “Нисам имао ништа да понудим као одговор на то. Била је то евидентна истина. Тако да сам одлучио да не бринем о томе, јер су то ствари које ионако нисам желео да мењам и за које сам сматрао да не морам да мењам.“

## Религијска убеђења
Ворхол је практиковао католицизам источног обреда. Редовно је волонтирао у склоништима за бескућнике и описивао је себе као религиозну особу. Многи његови каснији радови садрже скривене религијске теме. Редовно је посећивао литургије, а свештеник цркве на Менхетену је рекао да је у цркву одлазио готово сваког дана. На његов рад је утицала иконографска традиција источног хришћанства.
Ворхолов брат је рекао да је Ворхол био „истински религиозан, али да није желео да људи то знају, јер је то била приватна ствар“.

## Смрт
Ворхол умире рано, у својој 58. години, 22. фебруара, 1987. године у 6:32 у Њујорку. Према новинским извештајима, он се добро опорављао после рутинске операције жучне кесе пре него што је умро у сну од изненадног инфаркта. Болничко особље није добро пратило његово стање и после операције су га „напунили“ течношћу, због чега је дошло до хиперхидратације, због чега је Ворхолов адвокат поднео тужбу.
Ворхол је сахрањен на гркокатоличком гробљу у, предграђу Питсбурга. Међу људима који су одржали посмртни говор била је и Јоко Оно.

## Слике
До почетка 1960-их Ворхол је био успешни рекламни илустратор. Ворхол је био толико успешан као комерцијални илустратор, да га нико није схватао као уметника.
Користећи исту технику коју је користио у илустрацијама, Ворхол је урадио серију цртежа и поднео их галерији, која га је одбила. Почео је да промишља однос између комерцијалне уметности и уметности и уместо да их види као супротности (што је био случај са осталим уметницима) почео је да их спаја стварајући поп-арт.
Поп арт је била експериментална форма коју је неколико уметника независно почело да усваја. Неки од њих, као што је Рој Лихтенштајн касније ће постати синоними за овај покрет. Ворхол који ће постати познат као „Папа попа“ („Pope of Pop“) прихватио је овај стил. Његове прве слике приказују ликове из цртаних филмова и реклама, које је радио ручно. Касније, Ворхол своје теме тражи у самим иконама попа – брендовима, звездама и доларима – и искључује сваки траг „руке“.
Ворхол је тражио своје теме, које би га разликовале од других поп-артиста. Пријатељи су му рекли да слика ствари које највише воли. На себи својствен начин почео је да слика своје омиљене ствари. За своју прву велику изложбу сликао је конзерве Камбелове супе, које је јео за ручак током целог живота. Вархол је волео новац, па је сликао новчанице. Волео је звезде, па је сликао и њих.
Од оваквих почетака развио је свој каснији стил. Уместо да бира теме по којима ће бити препознатљив, бирао је препознатљив стил, из кога је полако истискивао руку у процесу стварања. Слике је почео да ради као штампу на тканини. Од сликара Ворхол је постао дизајнер слике. У врхунцу своје славе, Ворхол је имао неколико асистената који су радили по његовим инструкцијама.
Ворхол се бавио и комичним и озбиљним темама, бирајући предмете од конзерве супе до електричне столице. Користио је исту технику – текстилна штампа, серијска репродукција и употреба светлих боја – без обзира на то да ли слика гламурозне звезде, предмете из свакодневног живота или слике самоубистава, саобраћајних несрећа и сл. Слике из серије „Dead and Disaster“ (1962—1963), као што су „Red Car Crach“, „Purple Jumping Man“, „Orange Disaster“, трансформишу личну трагедију у јавни спектакл и опомињу медије да стално приказивање оваквих слика у медијима отупљује публику.
Јединствени елемент његовог рада је његов китоновски (Бастер Китон) стил – потпуна безизражајност. Ово се огледало и у његовом понашању – често се „правио глуп“ у медијима и одбијао је да објашњава свој рад. Познат је по томе што је рекао да све што треба да се зна о њему и његовом раду је већ ту – на површини. У таквој површности, без ознака искрености, посматрач је остављен да се пита и открива шта „прави Енди“ мисли. Да ли је Енди ужаснут смрћу или му је она смешна? Да ли су његове конзерве супе цинична примедба о безвредности популарне културе, или су „homage“ једноставне удобности дома? Без жеље да одговара на ова питања, његов рад постаје интересантнији – оставља публици да интерпретирају његово значење.

## Филмови
Ворхол је радио у многим медијима – сликарство, фотографија, цртеж и скулптура. Поред тога, правио је и филмове. Између 1963. и 1968. снимио је преко 60 филмова. Његов најпопуларнији филм који је добио и најбоље критике је Chelsea Girls  (1966). Филм приказује два филма истовремено, са различитим причама.
После покушаја убиства Ворхол, који је сада живео повученије, одустао је од снимања филмова.

### Музика
Ворхол је прихватио бенд Velvet Underground као један од својих пројеката током 1960-их, „продукујући“ њихов први албум The Velvet Underground and Nico и правећи насловне слике. Његова „продукција“ овог албума се састојала само у плаћању времена у студију. После овог албума Ворхол и Лу Рид су почели да се сукобљавају око идеје у ком правцу бенд треба да се развија и коначно су прекинули контакт.
Ворхол је дизајнирао омоте за два албума Ролингстонса: Sticky Fingers (1971) и Love You Live (1977). Године 1975. Ворхол је урадио неколико портрета Мика Џегера.
Године 1990. Лу Рид снима албум Sons for Drella (један од Ворхолових надимака био је Дрела, као комбинација имена Дракула и Cinderella (Пепељуга)) са Џон Кејлом. На албуму Рид се извињава Ворхолу због сукоба.
Ворхол је био пријатељ са многим музичарима, укључујући Боб Дилана и Џон Ленона. Ворхол је дизајнирао омот за Ленонов албум Menlove Avenue, који је постхумно издат 1986. године. Ворхол се појављује као бармен у споту песме „Hello Again“ групе The Cars и у споту за сингл „Mistif“ групе Curiosity Killed the Cat.
Ворхол је имао веома велики утицај на новоталасни/панк рок бенд Дево, као и на Дејвида Боуиа, који је снимио и песму под називом „Енди Ворхол“ за албум Hunky Dory (1971).

### Књиге
Током 50-их објавио је самостално неколико књига, а од каснијих 1960-их „пише“ неколико књига које су биле комерцијално објављиване:
- A, a novel (. 1968.  978-0-8021-3553-7.) – препис, који има грешака у писању, као и фонетске белешке звукова у позадини и мумлања, аудио-записа једне вечери у Factory.
- The Philosophy of Andy Warhol; from A to B and back again}-. 1975.  978-0-15-671720-5.) – према тврђењима Пар Хекет у уводу за -{The Andy Warhol Diaries, она је приредила књигу на основу дневних телефонских разговора и аудио касете које јој је Енди дао. Поменуте касете су садржале разговоре са Бриџид Берлин и са бившим уредником магазина Interview, Бобом Колацелом.
- . 1980.  978-0-15-672960-4.), припремили су је Ворхол и Пат Хеккет. То је ретроспектива 1960-их и улоге поп арта.
- . 1989.  978-0-446-39138-2.) – припремила је Пар Хекет на основу Ворхоловог дневника који јој је свакодневно диктирао преко телефона. Ворхол је почео да води дневник како би имао увид у своје трошкове, али касније је дневник садржао и његова размишљања о култури и личним стварима.

Ворхол је основао модни магазин „Interview”, који се и данас објављује.

### Други медији
- Цртеж: Ворхол је своју каријеру почео као цртач. Најпознатији су његови цртежи ципела. Неки од његових цртежа су објављени као књижице: „Yum, Yum, Yum“ – о храни; „Ho, Ho, Ho“ – о Божићу и, наравно, „Shoes, Shoes, Shoes“. Уметнички најцењенија књига цртежа је „The Gold Book“, која садржи цртеже младих мушкараца.
- Audio: Једно време Ворхол је свуда са собом носио диктафон и снимао је све и сваког са ким је причао. Неки од ових записа били су основа за његов књижевни рад.
- Телевизија Ворхол је сањао да има свој ТВ шоу по називу „The Nothing Special“ који би говорио о његовој омиљеној теми: Ништа. Касније је има две емисије: „Andy Warhol’s TV“ 1982 и „Andy Warhol’s Fifteen Minutes“ за МТВ, 1986. поред својих емисија, редовно се појављивао у другим емисијама.
- Мода: Каже се да је рекао „Радије бих купио хаљину и закачио је на зид него слику.“
- Компјутер: Ворхол је користио Амигу за дигиталну уметност.

### Музеји
Музеј Ендија Ворхола у Питсбургу је највећи амерички музеј посвећен само једном уметнику. Чува збирку са више од 12.000 уметничких предмета.
Ворхолов брат, Џон Ворхол и Ворхол задужбина из Њујорка основали су 1992. Ворхолов породични музеј модерне уметности у Словачкој у месту Медзилаборце, поред кога су рођени Ворхолови родитељи.

## Најпознатије изјаве
- У будућности ће свако имати својих 15 минута светске славе.
- Уметник је особа која прави ствари које људима не требају, али он из неког разлога мисли да би била добра идеја да им се дају